# A Boy of Flanders
A Boy of Flanders is een Amerikaanse dramafilm uit 1924 onder regie van Victor Schertzinger. Het scenario is gebaseerd op de roman Een hond van Vlaanderen (1872) van de Britse auteur Ouida. Destijds werd de film in Nederland uitgebracht onder de titel Een Hollandsche jongen.

## Verhaal
Als zijn moeder en grootvader sterven, blijft Nello als weesjongen over in het dorp Sint-Agneten. Zijn enige vriendinnetje is Alois Cogez, de dochter van de rijkste man in het dorp. Nello wordt weggestuurd door haar vader en sluit vriendschap met de hond Patrasche. Wanneer de schuur van Cogez afbrandt, krijgt Nello de schuld. De dorpelingen staan op het punt om hem naar het weeshuis te sturen, wanneer de bekende schilder Jan van Dullen aankomt in het dorp. Hij reikt een prijs uit voor de beste kindertekening. Omdat Nello's tekening over het hoofd wordt gezien, wint een ander kind de wedstrijd. Als Van Dullen later de tekening opmerkt, gaat hij naar de jongen op zoek tijdens een sneeuwstorm. Patrasche helpt om Nello te vinden, die op sterven na dood is. Uiteindelijk besluit Cogez de jongen onder zijn hoede te nemen.

## Rolverdeling
| Acteur              | Personage                |
| ------------------- | ------------------------ |
| Jackie Coogan       | Nello                    |
| Nigel De Brulier    | Jehan Daas               |
| Lionel Belmore      | Baas Cogez               |
| Nell Craig          | Marie Cogez              |
| Jeanne Carpenter    | Alois Cogez              |
| Russ Powell         | Baas Kronstadt           |
| Ainse Charland      | Dumpert Schimmelpenninck |
| Eugenia Tuttle      | Mevrouw Schimmelpenninck |
| Lydia Yeamans Titus | Dienstmeid               |
| Larry Fisher        | Mijnheer Logarth         |
| Josef Swickard      | Jan van Dullen           |
| Sidney Franklin     | Mijnheer Brinker         |
| Monte Collins       | Huismeester              |